# Danh sách phim điện ảnh Hàn Quốc năm 1958
Đây là danh sách phim sản xuất tại Hàn Quốc vào năm 1958.
| 1958                               |                 |                         |  |  |
| Confession of a University Student | Shin Sang-ok    |                         |  |  |
| A Country Girl                     | Park Young-hwan |                         |  |  |
| First Snow                         | Kim Ki-young    | Kim Ji-mee Kim Seung-ho |  |  |
| A Flower in Hell                   | Shin Sang-ok    | Choi Eun-hee            |  |  |
| Forever With You                   | Yu Hyun-mok     |                         |  |  |
| Free Marriage                      | Lee Byung-il    |                         |  |  |
| The Hill With a Zelkova Tree       | Choi Hoon       |                         |  |  |
| Money                              | Kim So-dong     | Kim Seung-ho            |  |  |
| A Mother's Love                    | Yang Ju-nam     |                         |  |  |